# Високобайрацька волость
Високобайрацька волость — історична адміністративно-територіальна одиниця Олександрійського повіту Херсонської губернії.
Станом на 1886 рік складалася з 9 поселень, 11 сільських громад. Населення — 1361 особа (936 чоловічої статі та 425 — жіночої), 451 дворове господарство.
|                     | Площа, десятин | У тому числі орної, десятин |
| ------------------- | -------------- | --------------------------- |
| Сільських громад    | 2253           | 1830                        |
| Приватної власності | 6608           | 4535                        |
| Казенної власності  | —              | —                           |
| Іншої власності     | 78             | 33                          |
| Загалом             | 8939           | 6398                        |

Найбільші поселення волості:
- Високі Байраки — село при ставках за 60 верст від повітового міста, 406 осіб, 90 дворів, православна церква, школа.
- Олександрівка (Андросова) — село при ставках, 228 осіб, 46 дворів, недіючий винокурний завод.